# Giulio Raibolini

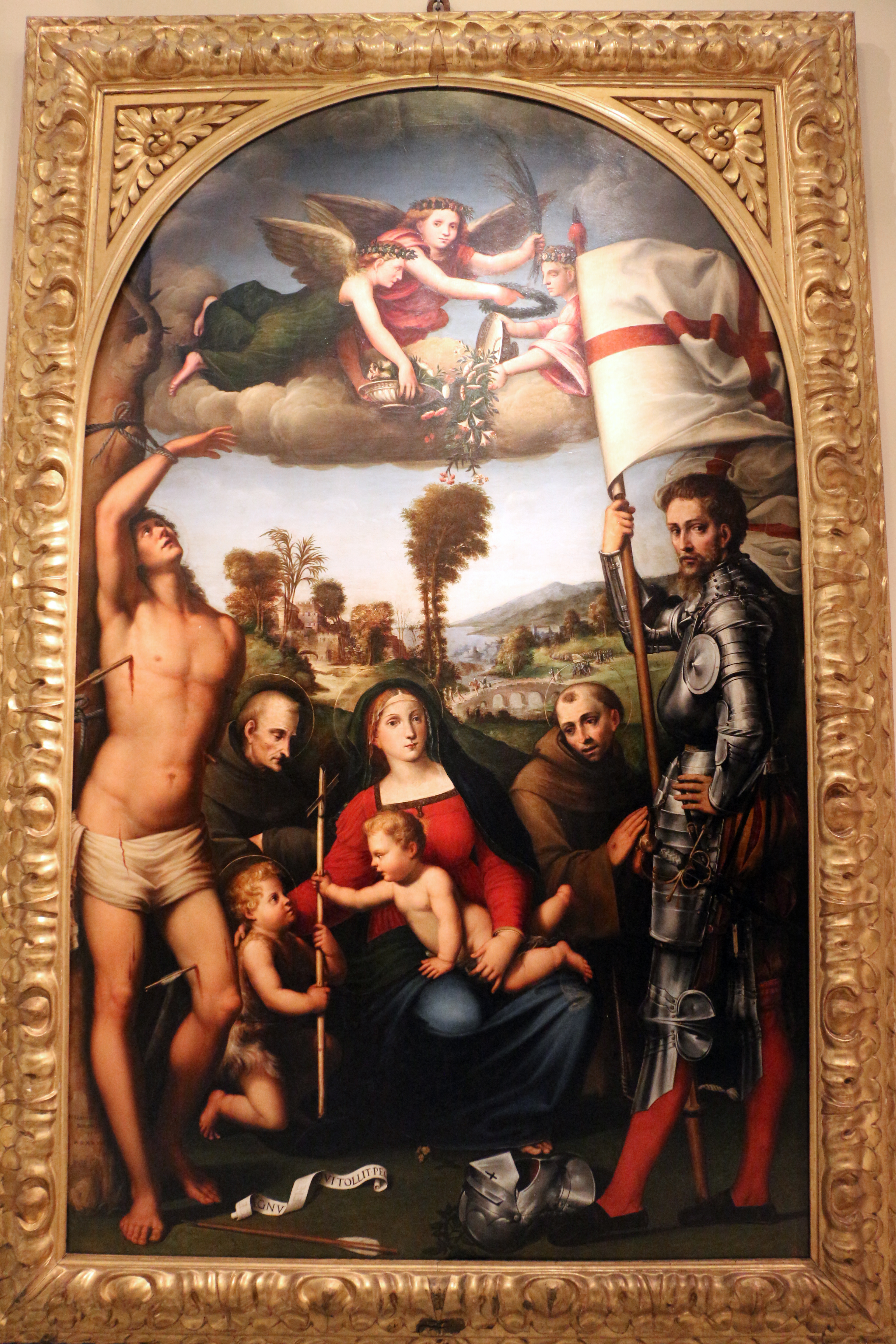
Giacomo e Giulio Raibolini, Madonna col Bambino tra cinque angeli e santi (1526)

Giulio Raibolini detto anche Giulio Francia (Bologna, 1487 – Bologna, 1540) è stato un pittore italiano della scuola bolognese, membro della famiglia di artisti italiani detti Francia.

## Biografia
Giulio Francia era il figlio minore e allievo di Francesco Francia, con il quale lavorò insieme a suo fratello Giacomo. 
Dopo la morte del padre realizzarono insieme diverse pale d'altare, identificabili con la sigla II dai loro nomi latinizzati Iacobus e Iulius. 

## Opere
Con suo fratello Giacomo: 
- Natività con l'arnuncio dei pastori, Chiesa della Clarissa di Carpi,
- Battesimo di Valeriano Aspertini e Martirio di Santa Cecilia, Oratorio di Santa Cecilia
- Santi Girolamo, Margherita e Francesco (1518), Museo del Prado, Madrid
- Natività (1519), Abbazia di San Giovanni Evangelista, Parma